# Pledging My Time
Pledging My Time – piosenka skomponowana przez Boba Dylana, nagrana przez niego w marcu i wydana na albumie Blonde on Blonde w maju 1966 r.

## Historia i charakter utworu
"Pledging My Time" jest powolnym bluesem, najpewniej zaimprowizowanym w studiu. Była to ulubiona metoda nagrywania przez Dylana nowego materiału. Jest stosunkowo ciężki, mocno zelektryfikowany, i przypomina ogólnie typowego bluesa wykonywanego w Chicago. Dylan śpiewa go trochę wycofanym i wyraźnie zmęczonym głosem doskonale korespondującym z bluesową formą piosenki.
Partie wokalne uzupełnione są dość długimi improwizowanymi partiami Dylana na harmonijce ustnej.
Blues ten zawdzięcza wiele bluesowi chicagowskiemu, ale także i mistrzowi bluesa Delty ze stanu Missisipi Robertowi Johnsonowi, szczególnie jego pięknemu bluesowi "Come On in My Kitchen" nagranemu 23 listopada 1936 w San Antonio w Teksasie.
Jest to jeden z najrzadziej wykonywanych utworów na koncertach. Dylan po raz pierwszy wykonał go dopiero w 1987 r. Następnie powrócił do niego w 1989 r. Podobnie rzadko wykonywal go w latach 90. XX wieku  przeważnie jeden raz w roku.
Utwór ten ukazał się także jako strona B singla artysty "Rainy Day Women #12 & 35".

## Sesje i koncerty Dylana, na których wykonywał ten utwór

### 1966
- 8 marca 1966 - sesja nagraniowa do albumu w Columbia Music Row Studios w Nashville w stanie Tennessee. Najpewniej utwór jest improwizowany.

### 1987
Tournée Świątynie w płomieniach (pocz. 5 września 1987)
- 12 września 1987 - koncert na "Area ex Autodromo" w Modenie we Włoszech
- 8 października 1987 - koncert w "Vorst Nationaal" w Brukseli w Belgii
- 10 października 1987 - koncert w "International Arena", National Exibition Center w Birmingham w Anglii

### 1989
Letnie tournée po Ameryce Północnej (pocz. 1 lipca 1989
- 2 lipca 1989 - koncert w "Poplar Creek Music Theatre" w Hoffman Estates, Chicago w stanie Illinois
- 23 lipca 1989 - koncert w "Jones Beach Theater" w Jones Beach State Park, w Wantagh w stanie Nowy Jork

### 1990
Późnoletnie tournée po Ameryce Północnej (pocz. 12 sierpnia 1990
- 2 września 1990 - koncert w "Riverfront Amphitheater" w Hannibal w stanie Missouri, USA
- 9 września 1990 - koncert w "Palmer Auditorium" w Austin w stanie Teksas, USA

## Dyskografia i wideografia
Singiel
- Rainy Day Women #12 & 35/Pledging My Time   USA - 2 pozycja na liście przebojów; wersja na singlu została skrócona do 2 min. 26 sek.
- Rainy Day Women #12 & 35/Pledging My Time/One of Us Must Know (Sooner or Later)  WB - 7 pozycja na liście przebojów

## Wersje innych artystów
- Blues & Soda - Happy Birthday Mr. Dylan (1992)
- Luther Johnson na albumie różnych wykonawców Tangled Up in Blues: The Songs of Bob Dylan (1999)
- Greg Brown na albumie różnych wykonawców A Nod to Bob (2001)
- Duke Robillard na albumie różnych wykonawców Blues on Blonde on Blonde (2003)